# Великополовецька волость
Великополовецька волость — історична адміністративно-територіальна одиниця Васильківського повіту Київської губернії з центром у селі Велике Половецьке.
Станом на 1886 рік складалася з 7 поселень, 7 сільських громад. Населення — 9449 осіб (4589 чоловічої статі та 4860 — жіночої), 1232 дворових господарства.
|                     | Площа, десятин | У тому числі орної, дес. |
| ------------------- | -------------- | ------------------------ |
| Сільських громад    | 9507           | 8137                     |
| Приватної власності | 10344          | 2659                     |
| Іншої власності     | 189            | 151                      |
| Загалом             | 20040          | 10947                    |

Основні поселення волості:
- Велике Половецьке — колишнє власницьке село при річках Кам'янка та Собот, 2552 особи, 372 двори, православна церква, школа, 8 постоялих будинків, 2 водяних млини.
- Дрозди — колишнє власницьке село при річці Кам'янка, 1590 осіб, 240 дворів, 2 постоялих будинки.
- Мазепинці — колишнє власницьке село при річці Кам'янка, 707 осіб, 101 двір, православна церква, школа, постоялий будинок.
- Мала Михайлівка — колишнє власницьке село при річці Собот, 656 осіб, 87 дворів, православна церква, школа, постоялий будинок.
- Пищики — колишнє власницьке село при річці Кам'янка, 1243 особи, 192 двори, православна церква, школа, 2 постоялих будинки.
- Сидори — колишнє власницьке село при річці Кам'янка, 1406 осіб, 168 дворів, постоялий будинок, водяний млин.

Старшинами волості були:
- 1909 року — Трохим Гаврилович Кошевой[2];
- 1910 року — Кирило Маклай[3];
- 1912—1913 роках — Єрофей Федорович Ліхосодино[4],[5];
- 1915 року — Архир Романович Лиховид[6].